# 블라인드 스러스트 지진

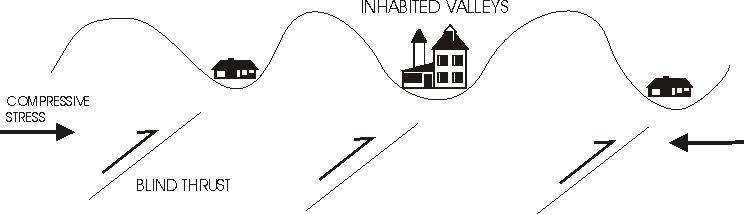
블라인드 스러스트의 대표적인 예시.

블라인드 스러스트 지진(blind thrust earthquake) 혹은 맹단층형 지진은 눈에 띄지 않는 지표면 충상단층(맹단층)에서 일어나는 지진을 의미한다. 이렇게 땅에 숨어있는 단층은 지표에 보이지 않기 때문에 표준적인 지표상 지질지도화로 잡히지 않는다. 때로는 석유 탐사나 지진학 연구 도중 발견되는 경우가 있지만, 대부분의 경우에는 그 존재를 찾기 어렵다.
이런 맹단층에서 발생하는 지진은 가장 에너지가 많이 방출되는 지진은 아니긴 하지만, 여러 조건이 합쳐져 도시의 지진 위험에 가장 큰 영향을 끼치는 직하형지진을 일으킬 수 있기 때문에 때때로 피해를 가장 크게 일으키는 지진이다.
블라인드 스러스트 지진은 지반이 파열되지 않는 숨은 지진과 비슷하다.

## 블라인드 스러스트
숨겨져 있는 블라인드 스러스트는 일반적으로 판 가장자리 인근 넓은 교란대에 존재한다. 판 가장자리가 서로 충돌하거나 판이 미끄러지면서 발생하는 기하학적 구조로 지구 지각의 특정 부분이 높은 압축력을 받을 때 형성된다.

## 예시
- 1902년 투르케스탄 지진
- 1987년 휘티어 내로우스 지진
- 1994년 노스리지 지진
- 2010년 아이티 지진
- 2012년 비사야스 지진
- 2015년 4월 네팔 지진

## 같이 보기
- 지반 파열형 지진
- 지반 비파열형 지진